# Малу Амунд
Малу Амунд (нар. 28 липня 1969,Копенгаген, Данія) — данська політикиня. Колишній член Фолькетингу від ліберальної партії. На виборах 2007 року увійшла до Ліберального альянсу, вийшла з неї 5 лютого 2008.
Донька корпоративного менеджера Асгера Амунда і художниці Сьюзен Амунд. Одружена з Мікаелем Бертельсеном, ведучим Danmarks Radio, мають трьох дітей. Зустрілася з кронпринцем Фредеріком в 1990 році.
4 січня 2011 року Амунд оголосила, що покидає політику та переходить на посаду директорки з продажів у Microsoft Denmark.
В вересні 2016 анонсовано, що Амунд переходить на посаду Державної директорки Google Denmark.